# Sheridan (Oregon)
Sheridan és una ciutat al comtat de Yamhill a l'estat d'Oregon. Segons el cens del 2006 tenia 5.785 habitants.

## Demografia
Segons el cens del 2000 Sheridan tenia 3.570 habitants, 1.282 habitatges, i 915 famílies. La densitat de població era de 737,1 habitants per km².
Dels 1.282 habitatges en un 39,2% hi vivien nens de menys de 18 anys, en un 51,7% hi vivien parelles casades, en un 13,7% dones solteres, i en un 28,6% no eren unitats familiars. En el 22,7% dels habitatges hi vivien persones soles el 9,1% de les quals corresponia a persones de 65 anys o més que vivien soles. El nombre mitjà de persones vivint en cada habitatge era de 2,76 i el nombre mitjà de persones que vivien en cada família era de 3,2.
Per edats la població es repartia de la següent manera: un 30,8% tenia menys de 18 anys, un 9,1% entre 18 i 24, un 28,6% entre 25 i 44, un 19,5% de 45 a 60 i un 12% 65 anys o més.
L'edat mediana era de 32 anys. Per cada 100 dones de 18 o més anys hi havia 92,1 homes.
La renda mediana per habitatge era de 36.673$ i la renda mediana per família de 39.858$. Els homes tenien una renda mediana de 31.834$ mentre que les dones 23.233$. La renda per capita de la població era de 13.426$. Aproximadament el 9,7% de les famílies i el 14,4% de la població estaven per davall del llindar de pobresa.

## Poblacions properes
El següent diagrama mostra les poblacions més properes.